# Tour des Flandres 1973
Le Tour des Flandres 1973 est la 57e édition du Tour des Flandres. La course a lieu le 1er avril 1973, avec un départ à Gand et une arrivée à Merelbeke sur un parcours de 260 kilomètres. 
Le belge Eric Leman s'impose pour la deuxième année consécutive. Il s'agit également de sa troisième et dernière victoire dans l'épreuve. Il devance au sprint les Belges Freddy Maertens, Eddy Merckx et Willy De Geest.

## Classement final
|    | Coureur             | Pays     | Équipe                     | Temps           |
| -- | ------------------- | -------- | -------------------------- | --------------- |
| 1  | Eric Leman          | Belgique | Peugeot-BP-Michelin        | 6 h 17 min 00 s |
| 2  | Freddy Maertens     | Belgique | Flandria-Shimano-Carpenter | m. t.           |
| 3  | Eddy Merckx         | Belgique | Molteni                    | m. t.           |
| 4  | Willy De Geest      | Belgique | Rokado                     | m. t.           |
| 5  | Joop Zoetemelk      | Pays-Bas | Gitane-Frigecreme          | + 45 s          |
| 6  | Walter Godefroot    | Belgique | Flandria-Shimano-Carpenter | + 51 s          |
| 7  | Frans Verbeeck      | Belgique | Watney-Maes                | m. t.           |
| 8  | Herman Van Springel | Belgique | Rokado                     | m.t.            |
| 9  | Patrick Sercu       | Belgique | Brooklyn                   | m. t.           |
| 10 | Willy In 't Ven     | Belgique | Molteni                    | + 1 min 23 s    |